# Гепре
Гепре (фр. Guêprei) насеље је и општина у северној Француској у региону Доња Нормандија, у департману Орн која припада префектури Аржантан.
По подацима из 2011. године у општини је живело 151 становника, а густина насељености је износила 21,27 становника/km². Општина се простире на површини од 7,1 km². Налази се на средњој надморској висини од 106 метара (максималној 169 m, а минималној 73 m).

## Демографија
| 1962. | 1968. | 1975. | 1982. | 1990. | 1999. | 2011. |
| ----- | ----- | ----- | ----- | ----- | ----- | ----- |
| 120   | 145   | 131   | 128   | 125   | 137   | 151   |

График промене броја становника у току последњих година